# Pencahue
Pencahue è un comune del Cile della provincia di Talca nella Regione del Maule. Al censimento del 2002 contava una popolazione di 8.316 abitanti.

## Società

### Evoluzione demografica
| Censimento del 1992 | Censimento del 2002 |
| 7.854 ab.           | 8.316 ab.           |